# Jean Delarge
Jean Joseph Delarge (ur. 6 kwietnia 1906 w Liège; zm. 7 lipca 1977 tamże) – belgijski bokser.
Delarge brał udział na Igrzyskach Olimpijskich w 1924 roku, gdzie uczestniczył w zawodach wagi półśredniej. Zdobył wówczas złoty medal.
W pierwszej rundzie zawodów pokonał Louisa Sauthiera. W kolejnej rundzie wygrał z Patrickiem O’Hanrahanem. W ćwierćfinałach Delarge pokonał Roya Ingrama, w półfinałach Douglasa Lewisa. W walce o złoty medal wygrał z Héctorem Méndeze.
Delarge w latach 1925–1930 stoczył 12 walk zawodowych – 3 wygrał, 6 przegrał i 3 zremisował.